# Бурчак-Михайловка
Бурча́к-Миха́йловка (укр. Бурча́к-Миха́йлівка) — село в номинально образованной Луганской городской общине Луганского района Луганской области Украины. С мая 2014 находится под контролем самопровозглашённой Луганской Народной Республики, входит в состав Николаевской сельской администрации Станично-Луганского района, но временно подчинено Администрации города Луганска в качестве его территориального управления.

## География
Село расположено на реке под названием Луганчик (приток Северского Донца). Соседние населённые пункты: город Луганск на западе, посёлки Хрящеватое на юго-западе, Новосветловка и сёла Валиевка, Вишнёвый Дол, Лобачёво (все четыре выше по течению Луганчика) на юге, Огульчанск на юго-востоке, Пионерское и Хрящевка на востоке, Николаевка (ниже по течению Луганчика) на севере.

## Население
Население по переписи 2001 года составляло 220 человек.

## Общие сведения
Почтовый индекс — 93654. Телефонный код — 6472. Занимает площадь 0,57 км².

## Местный совет
93654, Луганская обл., Станично-Луганский р-н, c. Николаевка, ул. Советская, 22